# Ручьи (хутор)
Ручьи — хутор в Боровичском районе Новгородской области России. Входит в состав Ёгольского сельского поселения. Образован официально в 2017 году Постановлением Новгородской областной Думы от 25.01.2017 г № 168-ОД.

## География
Деревня находится в юго-восточной части области, в пределах Валдайской возвышенности, в подзоне южной тайги, к югу от реки Вельгии, при автодороге 49Н-0219, на расстоянии примерно 7 километров (по прямой) к юго-востоку от города Боровичи, административного центра района. Абсолютная высота — 133 метра над уровнем моря.

### Климат
Климат характеризуется как умеренно континентальный, влажный, с нежарким коротким летом и относительно мягкой зимой. Средняя многолетняя температура самого холодного месяца (января) составляет −9°С (абсолютный минимум — −54 °C), средняя температура самого тёплого (июля) — 17,4 °С (абсолютный максимум — 35 °С). Безморозный период длится 125 дней. Продолжительность периода активной вегетации растений составляет более 4 месяцев. Среднегодовое количество осадков — 553 мм, из которых около 70 % выпадает в тёплый период. Устойчивый снежный покров сохраняется в среднем 5 месяцев с начала декабря до начала апреля.

## Топоним
Название «Ручьи» закрепилось за местностью из-за её особенности: здесь рядом сливаются реки Вельгия и Паженка.
На картах приводится два названия: Ручьи и Дубки (как в соседней деревне того же поселения)

## История
Начиналось в советские годы как отделение совхоза «Индустрия», при котором было отстроено жильё для работников.
В 2016 году Совет депутатов Ёгольского сельского поселения принял Решение от 29.04.2016 № 34 «О придании населённому месту на территории
Ёгольского сельского поселения Боровичского района статуса населённого пункта (хутор) и присвоении географическому объекту наименования „Ручьи“», согласно которому было решено:
1. Ходатайствовать перед Новгородской областной Думой о придании населённому месту, расположенному на территории Ёгольского сельского поселения Боровичского района, статуса населённого пункта – «хутор».

2. Рекомендовать присвоить географическому объекту - населённому пункту, расположенному на территории Ёгольского сельского поселения Боровичского района, наименование «Ручьи».
Статус населённого пункта придан Постановлением Новгородской областной Думы от 25 2017 г № 168-ОД «О придании населенному месту на территории Егольского поселения Боровичского района статуса населенного пункта (хутор) и поддержке предложения о присвоении географическому объекту наименования „Ручьи“»
На 2022 год официальный сайт поселения не включает хутор в свой официальный реестр населённых пунктов, хотя в других документах числится

## Население
В 2017 году проживала семья фермера.